# Asota caledonica
Asota caledonica är en fjärilsart som beskrevs av Holloway 1979. Asota caledonica ingår i släktet Asota och familjen nattflyn. Inga underarter finns listade i Catalogue of Life.